# Flower (singel Kylie Minogue)
Flower – singel australijskiej piosenkarki Kylie Minogue, wydany 25 września 2012 i promujący album kompilacyjny artystki pt. The Abbey Road Sessions z 2012. Piosenkę napisali Minogue i Steve Anderson, który został również producentem singla.
Utwór został napisany w 2007, w czasie gdy Minogue przechodziła rekonwalescencję po nowotworze piersi. Jak określała w wywiadach, piosenka była „listem miłosnym do dziecka, które będę mieć lub nigdy mieć nie będę”. Miała znaleźć się na dziesiątym albumie Minogue pt. X z 2007, jednak ostatecznie nie została umieszczona na płycie, ale była wykonywana przez artystkę w czasie trasy koncertowej X Tour.
25 września 2012 premierę miał teledysk do piosenki, który został nagrany w sierpniu w Kornwalii. Minogue samodzielnie wyreżyserowała wideoklip.

## Notowania na listach przebojów
| Kraj            | Lista (2012)                   | Najwyższa pozycja |
| --------------- | ------------------------------ | ----------------- |
| Belgia          | Ultratop 50 Singles (Flandria) | 21                |
| Belgia          | Ultratop 50 Singles (Walonia)  | 37                |
| Holandia        | Dutch Single Top 100           | 51                |
| Wielka Brytania | UK Singles Chart               | 96                |